# Die verrückte Kanone
Die verrückte Kanone ist eine Filmkomödie von Fred Gerber aus dem Jahr 1998. Es handelt sich um eine Fortsetzung des Films Rent-a-Kid mit Leslie Nielsen in der Hauptrolle.

## Handlung
Der kinderliebe Rentner Harry Haber organisiert für Waisenkinder einen Campingausflug der besonderen Art. Doch Jeffrey Chase, der skrupellose Verlobte von Julie, der Besitzerin des Camps in Sedona, will dieses hinter ihrem Rücken in eine luxuriöse Gegend für die Schönen und Reichen verwandeln. Zu diesem Zweck hat er einige reiche Investoren eingeladen, sich dort von der schönen Lage des Objekts zu überzeugen und sich dort einige Tage auszuruhen.
Zwei von Harrys Schützlingen, die Brüder Alec und Eli Mackenzie, haben kürzlich ihren Vater bei einem Autounfall verloren und wollen ihre leibliche Mutter finden. Sie soll in Phoenix leben, in der Nähe des Camps in Sedona. Die beiden Brüder wollen, sobald sie dort angekommen sind, aus dem Lager weglaufen, um ihre Mutter zu finden. Doch kurz vor der Fahrt ins Camp bekommt Alec wegen einiger Streiche Hausarrest, sodass er nicht mitfahren darf. Eli hilft seinem Bruder zu fliehen und schmuggelt ihn in einer großen Tasche mit Kleidung mit zum Lager. Allerdings ist Alec jetzt heimlich und ohne Erlaubnis dort. Im Gewusel der vielen Kinder fällt er jedoch kaum auf und kann so sich seinem schelmischen Tun widmen. Er stiftet sehr schnell die anderen Kinder an und sie verstecken unter anderem Insekten im Essen der Gäste. Damit bringen sie Jeffrey und dessen Investoren, die Kinder nicht besonders mögen, an den Rand der Verzweiflung. Als sie eines Tages heimlich eine schlafende Frau durch ihr Schlafzimmerfenster filmen und dabei ertappt werden, müssen sie sich schnell verstecken, zeichnen dabei aber ein Gespräch zwischen Jeffery und einem Investor auf. Gerade als Jeffery seine Verlobte soweit überzeugt hat das Camp zu verkaufen, spielt Harry ihr die Aufnahme ab. Dies veranlasst Julie, das Lager für unverkäuflich zu erklären, Jeffery fallen zu lassen und ihn sogar zu schlagen. Noch während der Film läuft und alle damit beschäftigt sind, schleichen sich Alec und Eli aus dem Camp und verstecken sich im Lieferwagen eines Catering-Dienstleisters, der nach Phoenix fährt. Julie bemerkt die „Flucht“ der Brüder und fährt ihnen mit Matt, einem Betreuer, der zufällig ein Jugendfreund von ihr ist, mit dem Auto bis zur Catering-Firma hinterher. Während Julie und Matt im Van nach den Jungs suchen, steigen sie in Julies Auto, um sich dort eine Karte anzusehen. Sie kommen auf die Idee das Navigationssystem zu nutzen, als Julie und Matt wieder ins Auto steigen, müssen sich die Brüder schnell auf dem Rücksitz verstecken. Beim Starten des Wagens leitet sie das Navi zu der eingegebenen Adresse, der Mutter der Kinder. Dort angekommen springen die Jungs aus dem Auto und rennen zur Tür. Leider gibt es an der Adresse neue Bewohner, die ihre Vorbesitzer nicht kennen und nichts zu deren Verbleib sagen können. Die Enttäuschung von Eli und Alec hält nicht lange an, denn Matt und Julie beschließen, die beiden zu adoptieren, da sie ihnen sehr ans Herz gewachsen sind. Julie und Matt ist dadurch bewusst geworden, dass sie sich lieben und zusammenbleiben möchten.

## Hintergrund
Der Film hat, ebenso wie Die römische Kanone von 1994, mit dem Film Die nackte Kanone nur den Hauptdarsteller Leslie Nielsen gemeinsam. Jedoch wurden die beiden Filme aus Vermarktungsgründen, in der Hoffnung auf mehr Popularität, mit der sehr erfolgreichen Die-nackte-Kanone-Reihe in Verbindung gebracht. Dies trifft in diesem Fall nur auf den deutschen Verleihtitel zu.

## Kritiken
Das Lexikon des internationalen Films schrieb: „Familienfreundliche, kurzweilige Komödie, die auf versöhnliche Unterhaltung setzt. Zwar sind nicht alle Gags gelungen und die komödiantische Munition ist rasch verschossen, doch ein schönes Familienmärchen bietet der Film allemal.“
Bei der Wunschliste meinte man: „Die Komödie mit Topstar Leslie Nielsen (Die nackte Kanone) in Höchstform bietet lustige Unterhaltung für Jung und Alt und präsentiert neben vielen Gags und Slapstick auch eine rührselige Familiengeschichte. Als unsympathischer Raffzahn Jeffrey überzeugt auch Judge Reinhold (Beverly Hills Cop).“

## Synchronisation
| Rolle           | Original-Darsteller | Deutsche Stimme   |
| --------------- | ------------------- | ----------------- |
| Harry Haber     | Leslie Nielsen      | Horst Schön       |
| Jeffrey Chase   | Judge Reinhold      | Arne Elsholtz     |
| Matt Nolan      | Eddie Bowz          | Matthias Haase    |
| Julie Rubins    | Emily Procter       | Ilya Welter       |
| Cliff Haber     | Tony Rosato         | Peer Augustinski  |
| Saul Rubins     | Harry Morgan        | Viktor Weiss      |
| Sandy           | Nicholas Glaeser    | Karlheinz Tafel   |
| Lana            | Kathy Fitzgerald    | Sabina Trooger    |
| Pierce Hammel   | Bob Sorenson        | Daniel Werner     |
| Kathleen Stacey | Ana Auther          | Ulrike Hötzel     |
| Anne Rubins     | Jan O’Dell          | Karyn von Ostholt |
| Rabbi Tanenbaum | William Killian     | Hans Bayer        |